# Listă de filme de groază din 1967
Aceasta este o listă de filme de groază din 1967.
| Titlu                               | Regizor                | Distribuție                                                  | Țara                                                                               | Note                   |
| ----------------------------------- | ---------------------- | ------------------------------------------------------------ | ---------------------------------------------------------------------------------- | ---------------------- |
| Berserk!                            | Jim O'Connolly         | Joan Crawford, Ty Hardin, Judy Geeson                        | Regatul Unit al Marii Britanii și al Irlandei de Nord                              | [ 1 ]                  |
| Blood of the Virgins                | Emilio Vieyra          | Ricardo Bauleo                                               | Argentina                                                                          | [ 2 ]                  |
| Die Schlangengrube und das Pendel   | Harald Reinl           | Lex Barker                                                   | Germania de Vest                                                                   | [ 3 ]                  |
| Cauldron of Blood                   | Santos Alcocer         | Boris Karloff, Viveca Windfors, Jean-Pierre Aumont           | Spania · Statele Unite ale Americii                                                | [ 1 ]                  |
| Corruption                          | Robert Hartford-Davis  | Peter Cushing, Sue Lloyd, Noel Trevarthen                    | Regatul Unit al Marii Britanii și al Irlandei de Nord                              | [ 4 ]                  |
| Creature of Destruction             | Larry Buchanan         | Aron Kincaid, Roger Ready, Les Tremayne                      | Statele Unite ale Americii                                                         | [ 5 ]                  |
| Even the Wind is Scared             | Carlos Enrique Taboada | Marga López, Maricruz Olivier, Alicia Bonet                  | Mexic                                                                              | [ 6 ]                  |
| Eye of the Devil                    | J. Lee Thompson        | Deborah Kerr, David Niven, Donald Pleasence, Edward Mulhare  | Regatul Unit al Marii Britanii și al Irlandei de Nord                              | [ 7 ]                  |
| The Fearless Vampire Killers        | Roman Polanski         | Roman Polanski, Jack MacGowran, Alfie Bass                   | Regatul Unit al Marii Britanii și al Irlandei de Nord · Statele Unite ale Americii | [ 8 ]                  |
| Frankenstein Created Woman          | Terence Fisher         | Peter Cushing, Susan Denberg, Thorley Walters, Robert Morris | Regatul Unit al Marii Britanii și al Irlandei de Nord                              | [ 9 ]                  |
| The Frozen Dead                     | Herbert J. Leder       |                                                              | Regatul Unit al Marii Britanii și al Irlandei de Nord                              | [ 10 ]                 |
| The Gruesome Twosome                | Herschell Gordon Lewis | Rodney Bedell, Elizabeth Davis, Michael Lewis                | Statele Unite ale Americii                                                         | [ 11 ]                 |
| Hillbillys in a Haunted House       | Jean Yarbrough         | Ferlin Husky, Joi Lansing, Lon Chaney, Jr.                   | Statele Unite ale Americii                                                         | [ 12 ]                 |
| Maneater of Hydra                   | Mel Welles             | Cameron Mitchell, Elisa Montes, George Martin                | Spania · Germania de Vest                                                          | [ 13 ]                 |
| The Mummy's Shroud                  | John Gilling           | Andre Morell, John Phillips, David Buck                      | Regatul Unit al Marii Britanii și al Irlandei de Nord                              | [ 14 ]                 |
| Night of the Big Heat               | Terence Fisher         | Peter Cushing, Christopher Lee                               | Regatul Unit al Marii Britanii și al Irlandei de Nord                              | [ 15 ]                 |
| Quatermass and the Pit              | Roy Ward Baker         | James Donald, Barbara Shelley, Andrew Keir                   | Regatul Unit al Marii Britanii și al Irlandei de Nord                              | Science fiction horror |
| She Freak                           | Byron Mabe             | William Bagdad, Claire Brennan, Lynn Courtney                | Statele Unite ale Americii                                                         | [ 17 ]                 |
| The Shuttered Room                  | David Greene           | Gig Young, Carol Lynley, Oliver Reed                         | Regatul Unit al Marii Britanii și al Irlandei de Nord                              | Science fiction horror |
| Something Weird                     | Herschell Gordon Lewis | Elizabeth Lee, Tony McCabe                                   | Statele Unite ale Americii                                                         | [ 19 ]                 |
| The Sorcerers                       | Michael Reeves         | Boris Karloff, Ian Ogilvy, Elizabeth Ercy                    | Regatul Unit al Marii Britanii și al Irlandei de Nord                              | [ 20 ]                 |
| The Spirit is Willing               | William Castle         | Sid Caesar, Vera Miles, Barry J. Gordon                      | Statele Unite ale Americii                                                         | [ 21 ]                 |
| Succubus                            | Jesús Franco           | Janine Reynaud, Jack Taylor, Howard Vernon                   | Germania de Vest · Spania                                                          | [ 22 ]                 |
| A Taste of Blood                    | Herschell Gordon Lewis | Elizabeth Wilkinson, Dolores Carlos, Bill Rogers             | Statele Unite ale Americii                                                         | [ 23 ]                 |
| Theatre of Death                    | Samuel Gallu           | Christopher Lee, Lelia Goldoni, Jenny Till                   | Regatul Unit al Marii Britanii și al Irlandei de Nord                              | [ 24 ]                 |
| This Night I'll Possess Your Corpse | José Mojica Marins     | José Mojica Marins                                           | Brazilia                                                                           | [ 25 ]                 |
| Torture Garden                      | Freddie Francis        | Jack Palance, Burgess Meredith, Beverly Adams                | Regatul Unit al Marii Britanii și al Irlandei de Nord                              | [ 26 ]                 |
| The Touch of Her Flesh              | Michael Findlay        | Angelique, Michael Findlay                                   | Statele Unite ale Americii                                                         | [ 27 ]                 |
| Viy                                 | Konstantin Yershov     | Leonid Kuravlev, Natalya Varley, Alexei Glazyrin             | Uniunea Republicilor Sovietice Socialiste                                          | [ 28 ]                 |
| Zinda Laash                         | Khwaja Sarfraz         | Deeba, Habib                                                 | India · Pakistan                                                                   | [ 29 ]                 |